# Отвель (река)
Отвель — река в России, протекает по территории Бессоновского района Пензенской области. Устье реки на 26 км Вяди. Длина реки — 17 км, площадь водосборного бассейна — 138 км².

## Данные водного реестра
По данным государственного водного реестра России относится к Верхневолжскому бассейновому округу, водохозяйственный участок реки — Сура от Сурского гидроузла и до устья реки Алатырь, речной подбассейн реки — Сура. Речной бассейн реки — (Верхняя) Волга до Куйбышевского водохранилища (без бассейна Оки).
Код объекта в государственном водном реестре — 08010500312110000036081.